# ふぐマン
『ふぐマン』は、徳弘正也による日本の青年漫画作品。『スーパージャンプ』（集英社）にて連載されていた。単行本は全6巻。

## 概要
青年漫画誌『スーパージャンプ』に移籍して以降、ギャグの挿入はあるものの、基本的にはシリアスなストーリーを中心に描いていた作者が、久し振りに原点に戻り執筆したギャグ作品。前作までは連続したストーリーが長期に渡り続いていたが、今作は、おおよそ2～4話で一つのエピソードとなっている。ギャグ中心のストーリーではあるが、今まで通り独特な人情話や下ネタは健在である。
単行本第6巻の書き下ろしにて、自身は連載を続けたかったが、打ち切りになってしまった事が語られている。

## あらすじ
竹田虎之助はつくば市にある筑波研究学園都市の、東倭大学の研究室に勤める工学博士であるが、美女と話が出来ず、38歳の今でも独身生活を続けている。そんな中、同僚の生物学博士である木村の提案から遺伝子組換えの実験台にならないかと提案される。当初は断るものの、やはり女性にモテたいという思いから、実験台になるが、ちょっとしたトラブルから体内で猛毒を製造してしまう『ふぐマン』になってしまう。

## 登場キャラクター
竹田虎之助（たけだ とらのすけ）
筑波研究学園都市の、東倭研究室に勤める工学博士。38歳。石油や石炭に代わる新たなエネルギー源としてマグネシウムの精錬方法、太陽光励起レーザーの研究を行っている。研究内容については東京工業大学の矢部孝教授の研究がモデルとなっている。
研究を独占しようとせず、世界中に公開しようとするなど、高貴な志を持った善人ではあるが、実は物凄いスケベ。だが、美女の前に出ると鼻血を出してしまい、まともに話すら出来ない。その事に悩んでいた際、同僚の木村から遺伝子組み換えの話を聞き、悩んだ末に自身を実験台として虎の遺伝子を組み入れて貰おうとするが、誤ってトラフグの遺伝子を組み入れられてしまう。
遺伝子組換えの成果か、筋肉質な体型となり、トラフグの遺伝子の影響か、生物の生きる気力を知る事ができるようになり、女性に対して積極的になる。しかし、実験の副作用で涙・唾液・精液等自身の体液が猛毒のテトロドトキシンとなってしまい、キスしただけで、相手を殺傷してしまう可能性がある為、コンドームを着けないと女性に対して射精すら出来ない体になってしまう。体液が猛毒化しただけでなく、頭にフグのヒレが生えるなど、遺伝子組み換えの影響が出てきていて、自分が人間でなくなるのではないかと心配している。
長年女性に縁がなかったせいか、相当なアダルトグッズマニアであり、レビューブログまで開設しており、彼が紹介したオナホールは後で必ず大ヒット商品となる。また、作中ではアダルトグッズのトリビアがギャグとして多用されている。
木村昌也（きむら まさや）
虎之助の同僚で、遺伝生物博士。40歳。虎之助に誤ってトラフグの遺伝子を組み入れてしまう。
「遺伝子操作して、チンパンジーからスーパーモデルのような女を作る」「人間なんてあと30年もすれば絶滅するから、一人生き残って生物創造主となる」と発言するあたり、かなりマッドサイエンティストな人物。実は30歳の時に一度結婚しており（5年後離婚する）子供もいる。
森河真一郎（もりかわ しんいちろう）
虎之助が勤める研究所の所長。年齢不詳。虎之助が唯一尊敬する科学者で、論文が海外でも引用される程の人物。だが、育毛剤と発毛剤が同じものだと思い10年間使っていたなど、ちょっと抜けている所もある。
木村から、虎之助を遺伝子組換えの実験に使った事を告白されるが、この事が公になったら自分の首がとぶ為、虎之助に外見上目立った変化が無いので、とりあえずこの事は他言せず、静観している。
天童マリ
プロのバレリーナを目指す18歳の少女。虎之助と親しくなり、たまに大学に顔を出す。実家は鰻屋を経営している。
ディゾン
研究所で飼育しているチンパンジーで、木村が研究体として世話をしている。虎之助と木村の話を聞いて、DNAサンプルを研究室から持ってくるなど、かなり高い知能を持っているが、サンプルの試験管を口に咥えて持ってきた為、涎で『虎河豚』の『河豚』の文字が消えてしまい、大騒動の原因を作ってしまう。
ロボ坊
東倭大が開発した完全自律型二足歩行ロボット。様々な機能を搭載しており開発に20年で168億円かかっている、更に感情があり喋ることも出来る。しかし性格はあまり良くない。
木村ソラン
木村昌也の娘。両親が和解してからは研究所に顔を出すようになる。

## 単行本
- 徳弘正也 『ふぐマン』 集英社〈ジャンプ・コミックスデラックス〉、全6巻
  1. 2009年1月5日発売[出 1]、ISBN 978-4088597522
  2. 2009年5月1日発売[出 2]、ISBN 978-4088597768
  3. 2009年9月4日発売[出 3]、ISBN 978-4088597928
  4. 2010年1月4日発売[出 4]、ISBN 978-4088598154
  5. 2010年4月30日発売[出 5]、ISBN 978-4088598369
  6. 2010年9月3日発売[出 6]、ISBN 978-4088598543